# 애비게일 스펜서
애비게일 스펜서(Abigail Spencer, 1981년 8월 4일 ~ )는 미국의 배우이다. 플로리다 출신의 애비게일은 ABC 주간 텔레비전 오페라 《올 마이 칠드런》에서 1999년에서 2001년까지 레베카 티레 역으로 분하여 경력을 시작했다. 이후 단명한 라이프타임 범죄 드라마 시리즈 《안젤라의 눈》 (2006)을 통해 스타로 진출하게 된다.
스펜서는 영화 《인 마이 슬립》 (2010), 《카우보이 & 에이리언》 (2011), 《디스 민즈 워》 (2012), 《체이싱 매버릭스》 (2012), 《더 헌팅 인 코네티컷 2: 고스트 오브 조지아》 (2013), 《오즈 그레이트 앤드 파워풀》 (2013), , 《디스 이즈 웨어 아이 리브 유》 (2014) 등에 출연한 바 있다. 텔레비전에서 리커링 캐릭터를 맡은 작품으로는 《매드맨》, 《호손》, 《슈츠》가 있다. 2013년부터 2016년 사이에는 선데이TV의 드라마 시리즈 《렉티파이》에서 아만다 홀든을 연기했고 그 덕에 크리틱 초이스 텔레비전 어워드에서 후보로 오르는 영예를 얻었다. 2016년, 스펜서는 NBC 시리즈 《타임리스》에서 주역으로 등장하는 역사 교수 루시 프레스턴을 연기하게 되었다.

## 어린 시절
스펜서는 미국 플로리다주 걸프 브리즈에서 나고 자랐다. 린다 앤 브라운과 서퍼로 활동한 옌시 스펜서 3세의 딸이다. 두 남자 형제가 있으며 옌시 스펜서 4세와 스털링 스펜서가 그들이다.
스펜서는 체로키계 혈통이다.

## 경력
스펜서의 첫 주연 역은 ABC 소파 오페라 《올 마이 칠드런》에서 레베카 "베카" 티레를 맡은 것으로 1999년 6월 3일에서 2001년 4월 10일까지 지속했다. 그는 이후에 라이프타임 텔레비전 오리지널 시리즈 《안젤라의 눈》에 캐스팅되었지만 이 프로그램은 2006년 12월 1일 취소되었다. 다음 해 그는 《CSI: 과학수사대》, 《내가 그녀를 만났을 때》, 《프라이빗 프랙티스》, 《캐슬》를 비롯한 텔레비전 시리즈에서 조역을 맡기 시작했다.

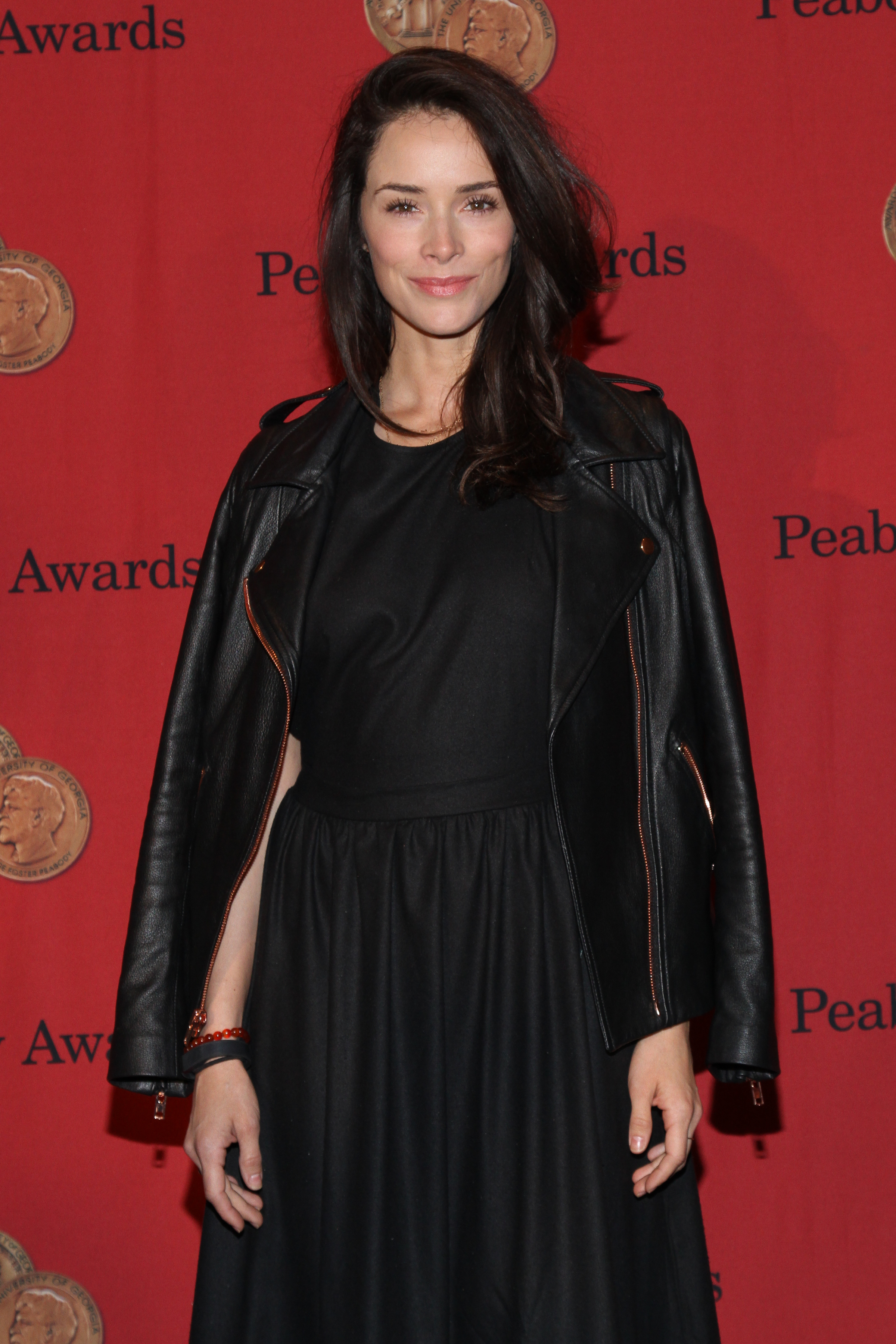
제73회 연례 피바디 어워드에서

2009년, 스펜서는 AMC의 《매드맨》에서 트윅스 광고 소속에 블로깅을 애호하며 돈 드래퍼의 애정을 받는 파렐 양으로 분하게 되었다. 2011년 초에는 크리스타 베노프가 제작한 ABC의 드라마 파일럿 《그레이스》에서 주역을 받아 연기했다. 그 이전인 2005년 스펜서는 크리스타 베노프의 다른 드라마 파일럿인 《레니 로즈를 소개합니다》에서 타이틀 캐릭터를 연기한 적이 있었다. 2010년에 스펜서는 TNT의 시리즈 《핸손》에서 에린 제미슨이란 리커링 캐릭터로 분해 출연했고 또한 2011년부터는 USA 네트워크의 법률 드라마 《슈츠》에서 극중 가브리엘 매치가 연기하는 캐릭터의 오랜 숙적 역을 연기했다.
스펜서는 《인 마이 슬립》 (2010), 《카우보이 & 에이리언》 (2011), 《디스 민즈 워》 (2012), 《체이싱 매버릭스》 (2012), 《더 헌팅 인 코네티컷 2: 고스트 오브 조지아》 (2013)를 비롯한 수많은 영화에 출연한 경력이 있다. 2013년에는 샘 레이미가 연출한 판타지 어드벤쳐 영화 《오즈 그레이트 앤드 파워풀》에 출연했다. 그리고 같은 해 스펜서는 선데이 채널의 오리지널 드라마 시리즈 《렉티파이》에서 아만다 홀든 역으로 캐스팅 되었다. 시리즈에서의 연기로 그는 크리틱 초이스 텔레비전 드라마 시리즈 최우수 조연 여배우상과 새틀라이즈 어워드 텔레비전 시리즈 드라마 최우수 여배우상에서 후보로 올랐다.
스펜서는 다니엘 아마비아가 극본을 쓴 드라마 《어 뷰티풀 나우》에서, 극의 주역이며 자신의 삶에서 기로에 도달했으며 동시에 강렬한 연기를 고려하고 있는 열렬한 댄서를 연기했다. 영화에서의 연기로 마드리드 국데 영화제에서 최우수 여배우상에 후보로 올랐다. 2014년에는 숀 레비가 연출한 앙상블 코미디 영화 《디스 이즈 웨어 아이 리브 유》에서 제이슨 베트먼의 상대역으로 출연했다. 그리고 《더 포저》에서 크리스토퍼 플러머, 존 트라볼타와 호흡을 맞추게 되었다. 2014년 10월, 스펜서는 HBO의 범죄 드라마 시리즈 《트루 디텍티브》의 두 번째 시리즈에서 합류했다.
2016년, 스펜서는 NBC 시리즈 《타임리스》에서 주역인 루시 프레스턴으로 분하게 되었으며, 이 캐릭터는 다른 시대로 가는 시간 여행 임무에 보내진 역사 교수로 미국이 개입한 타임스트림을 저지해야 하는 사명을 띠고 있다. 《버라이어티》는 시리즈의 평가에서 스펜서가 "유별나게 재능"있으며 그의 연기는 "'똑똑하고 결단력 있다는 주된 특성을 지니고 있다."고 평했다. Deadline.com는 스펜서의 재능이 극에서 낭비되고 있다고 평가했다. 《뉴욕 타임스》에서는 "애비게일 스팬서는 루시 역으로 출중하며, 그는 투지있는 역사학자이며 극의 중심 캐릭터이다."라고 보도했다. 《타임리스》는 NBC 측에서 2017년 5월 12일 재개한다는 것이 발표되었다. 방송사는 초기에 시리즈를 취소한다는 것으로 결정했지만 이를 뒤집기로 했다고 말했다.

## 개인사
2004년 앤드류 프루엣과 결혼했으나 2012년 2월 이혼 소송을 제기했다. 둘 사이에서는 로만이라는 아들이 있다.

## 작품 목록

### 영화
| 연도 | 제목                                          | 배역          | 비고                                 |
| ---- | --------------------------------------------- | ------------- | ------------------------------------ |
| 2001 | 《캠프파이어 스토리》                         | 멜리사        |                                      |
| 2003 | 《트루스 앤드 데어》                          | 스카이        |                                      |
| 2005 | 《아버지와 아들》                             | 클라리사      |                                      |
| 2005 | 《어 코트 오브 스노우》                       | 샌디          |                                      |
| 2006 | 《훅드》                                      | 웬디          | 단편 영화                            |
| 2007 | 《패싱 더 타임》                              | 제시카        | 단편 영화                            |
| 2007 | 《지킬》                                      | 탈리아 커루   |                                      |
| 2010 | 《인 마이 슬립》                              | 그웬          |                                      |
| 2011 | 《카우보이 & 에이리언》                       | 앨리스        |                                      |
| 2012 | 《디스 민즈 워》                              | 케이티        |                                      |
| 2012 | 《체이싱 매버릭스》                           | 브렌다 해슨   |                                      |
| 2013 | 《더 헌팅 인 코네티컷 2: 고스트 오브 조지아》 | 리사 위릭     |                                      |
| 2013 | 《오즈 그레이트 앤드 파워풀》                 | 메이          |                                      |
| 2013 | 《킬리만자로》                                | 이본          |                                      |
| 2013 | 《히어 앤드 나우》                            | 여자          | 단편 영화                            |
| 2014 | 《뷰티플 나우》                               | 로미          | 마드리드 국제 영화제 여우주연상 후보 |
| 2014 | 《당신 없는 일주일》                          | 퀸 알트먼     |                                      |
| 2014 | 《더 피시즈》                                 | 바네사        | 단편 영화                            |
| 2014 | 《더 포저》                                   | 페이즐리 요원 |                                      |
| 2015 | 《H8RZ》                                      | 로라 세지윅   |                                      |
| 2016 | 《더 헤이데이 오브 디 인센서티브 배스터드》   | 애비게일      |                                      |
| 2016 | 《스위트 라이프》                             | 롤리타        |                                      |

### 텔레비전
| 연도         | 제목                                     | 배역                 | 비고 |
| ------------ | ---------------------------------------- | -------------------- | --- |
| 1999–2001    | 《올 마이 칠드런》                       | 레베카 '베카' 타이리 | 소프 오페라 다이제스트상 여우신인상 (2000)                                                                             |
| 2005         | 《CSI: 과학수사대》                      | 베키 레스터          | 에피소드: "Bite Me" |
| 2005         | 《인트로듀싱 레니 로즈》                 | 레니 로즈            | TV 파일럿 |
| 2006         | 《킬러 인스팅트》                        | 바이올렛 서머스      | 에피소드: "Love Hurts"                                                                                                 |
| 2006         | 《길모어 걸스》                          | 메건                 | 에피소드: "Bridesmaids Revisited"                                                                                      |
| 2006         | 《앤절라의 눈》                          | 앤절라 핸슨          | 주연, 13 에피소드 |
| 2007         | 《고스트 위스퍼러》                      | 신디 브라운          | 에피소드: "Speed Demon"                                                                                                |
| 2007, 2014   | 《내가 그녀를 만났을 때》                | 블라 블라 (캐롤)     | 에피소드: "How I Met Everyone Else"와 "Gary Blauman"                                                                   |
| 2008         | 《웰컴 투 더 캡틴》                      | 클레어 태너          | 에피소드: "The Letter"                                                                                                 |
| 2008         | 《본즈》                                 | 필리파 피츠          | 에피소드: "The Man in the Mud"                                                                                         |
| 2008         | 《문라이트》                             | 사이먼 워커          | 에피소드: "Sonata" |
| 2009         | 《렉스 이즈 낫 유어 로이어》             | 린지 스티어스        | TV 파일럿 |
| 2009         | 《프라이빗 프랙티스》                    | 레이철               | 에피소드: "Ex-Life" |
| 2009         | 《매드맨》                               | 수잔 패럴            | 리커링 롤, 6 에피소드                                                                                                  |
| 2009         | 《캐슬》                                 | 사라 리드            | 에피소드: "One Man's Treasure"                                                                                         |
| 2010         | 《글래이즈》                             | 애슐리 카터          | 에피소드: "The Girlfriend Experience"                                                                                  |
| 2010         | 《호손》                                 | 에린 제임슨 박사     | 리커링 롤, 8 에피소드                                                                                                  |
| 2011         | 《그레이스》                             | 사라 그레이스        | TV 파일럿 |
| 2011–16      | 《슈츠》                                 | 다나 '스코티' 스콧   | 리커링 롤, 12 에피소드                                                                                                 |
| 2012–13      | 《버닝 러브》                            | 애니                 | 16 에피소드 |
| 2013         | 《NTSF:SD:SUV》                          | 애비게일             | 에피소드: "Comic Con-Air"                                                                                              |
| 2013–16      | 《렉티파이》                             | 아만다 홀든          | 크리틱스 초이스 텔레비전상 드라마 부문 여우조연상 후보 (2013) 새틀라이트상 텔레비전 시리즈 부문 여우주연상 후보 (2014) |
| 2015         | 《트루 디텍티브》                        | 지나 번              | 리커링 롤, 6 에피소드                                                                                                  |
| 2016         | 《코미디 뱅! 뱅!》                       | 얀나                 | 에피소드: "Zach Galifianakis Wears Rolled Khakis and Shoes With Brown Laces"                                           |
| 2016–present | 《타임리스》                             | 루시 프레스턴        | 주연 |
| 2017         | 《더 레이트 레이트 쇼 위드 제임스 코든》 | 켈리앤 콘웨이        | |